# TEHKAN World Cup
『TEHKAN WORLD CUP』（テーカン ワールド カップ）は、1985年11月にテーカン（現テクモ）が発売したアーケードゲーム。
1984年に同社が米国市場へ向けて制作した、トラックボールを使用したアメフトゲーム「グリダイアンファイト」の基板や筺体の在庫整理目的の意味合いもあった作品である。

## 解説
サッカーを題材としたゲームであり、勝ち抜きにより最大で7試合のゲームをプレイできる。また2人での対戦プレイもできる。（協力プレイはできない）

人間による対戦は現在のゲームセンターで主流となっているが、発売当時はそのような形態のゲームは少数であった。全国各地のゲームセンターで対戦が流行し、少なからず対戦人口がいたとされる。

対戦プレイの場合、開始に2クレジットが必要である。プレイ時間はデフォルトで3分であるが、3クレジット以上入れて始めるか、プレイ中にクレジットを追加して2Pスタートボタンを押す事で対戦時間を増加させることができる。

出荷されたバージョンはテーブル改造型（後述）が多く、現在はテーブル筐体そのものの淘汰によりゲームセンターで稼働しているのを見る機会は殆どない。

## 筐体
アップライトとテーブル改造型の2種類がある。アップライト筐体はトラックボールの両サイドにKICKボタンが2個、テーブル改造型は既設のレバーとボタンによる操作部を専用のコントロールパネルに付け替えて改造を行い、トラックボールの左側手前にKICKボタンが1つのみの配置となっている。筺体を側面から見るとユニフォームの形状に見えるようデザインされているが、これは岡田耕始の発案によるもの。

アップライトとテーブル改造型ではソフトウェアが若干異なり、ゴール画面外からのシュートに対して自動で配置されるキーパーの位置処理が違う。

## 特徴
- 操作パネルがトラックボールとボタン1つ（アップライトは2つ）という、登場当時は他に類を見ないものであった。
- トラックボールという特殊な操作系のため移動方向や蹴り出す角度や強弱の自由度が極めて高く、それがこのゲームの可能性の高さと奥深さに繋がっている。
- ドリブルの速度やシュートの速さと飛距離はトラックボールを廻す速さにほぼ比例[5]する。
- コンピュータ相手の場合は戦術がパターン化されている。
- CPU対戦相手の移動速度は試合ごとに増す。（最終戦は一般人では追いつけないほど速い）
- パス中は任意による選手の移動操作ができない。ルーズボールとなった場合、ボールが静止してから操作可能となる。
- ファウルやオフサイドは無い。実ルールでその状況となったとしても発生しない。
- キーパーに直接バックパスをしてもファウルにはならない[6]。

## 操作方法
操作対象のフィールドプレイヤー（選手）をトラックボールで縦横無尽に動かすことができるが、プレイ画面はサッカーボールを中心にフィールド展開するため、プレイヤーが画面外にはみ出た場合は、その画面内のボールに近い選手に操作対象が変更される。（操作対象プレイヤーは三角形の矢印が向けられている）

ボールを保持していない場合は、ボールを奪いに行く側となる。また、操作対象以外の選手が自動でスライディングを行うこともある

ボタン操作はボールを蹴る場合に使うが、トラックボールを止めた状態でボタンを押してから廻すより、トラックボールを廻して方向と強さを安定させてからボタンを押す操作のほうが確実である。なお強弱の感覚は実際に慣れてからでないと難しい。

キックはボタンを短く押した場合は緩くボールは浮き上がり、主にパスで使われる。長く押した場合は早い速度で放たれてシュート時に使用される。但し、ボタンの強弱判定は高くするか低くするかの2段階しかないため押した長さに比例して高さが変化するものではない。よって、ボールを廻した速さで高さつまり軌道も決まる（わざとバーに当てる場合に重要となる）。ボタンを長く押しても、ゆっくり廻すように調整すればゴロの素早いパスとなる。

パスを受ける際にボタンを押しっぱなしにしてトラックボールを回しているとトラップを省略してその方向にダイレクトでボレーを出す。ボレーの種類はボールを受ける方向・ボールとの距離・ボールの高さ・ボレーの方向等の条件によってグラウンダー・ダイビングボレー・ヘディング・オーバーヘッドなどに姿勢が変化する。ダイビングボレーとオーバーヘッドの場合、蹴ってから次のトラップやボレーを行えるまでに（立ち上がるまで）時間が掛かる。

キーパーの操作は同じだが、フィールドプレイヤーよりスピードが遅い。またキーパーがボールをキャッチした場合、パスを出す以外にキーパーの操作ができない。相手が画面外からシュートを放った場合、相手がトラップするまでキーパー操作はオート処理となる。この仕様を逆手に取って防げないシュートのパターンがいくつか存在する。（後述）

なお、操作している選手以外はボール（攻撃側ならキープ中の自選手）の位置により勝手にフォーメーションされる。これが分からないとセンタリングからのシュートが難しい。

## 対CPU戦術（ゴール方法）
以下は番号が大きくなるほど、後半の試合に有効となるゴール方法である。しかし、前半（特に1、2試合目）でこの方法を使ったシュートを行うと、キーパーのシュートへの反応やキーパーがボールを蹴り出す飛距離が大きくなるなど試合の難易度が少し高くなる。

1.ボールを蹴ることなくドリブルでゴールする。（2試合目まで簡単にできる。全試合で可能）

2.ゴールポストのやや内よりから真っ直ぐにシュートする。

3.ゴールエリアが画面の1/4くらいの場所からクロス方向にシュートする。

4.ゴールポストのやや内よりからクロス方向にシュートする。

5.キーパーがシュートを倒れこみでキャッチをした際にキーパーが蹴った球をゴールへ直接蹴り返す。（詳細は後述）

6.タッチライン際からゴールエリアの中心あたりにセンタリングを上げる。

7.タッチライン際からゴールエリアの中心よりもキーパーに近い部分へセンタリングを上げる。

8.センターサークル付近からクロスに浮きパスを出してキーパーをゴール隅へ釘付けにし、走りこんでいる味方選手で逆サイドにシュートする。

9.画面外からわざとクロスバーに当てて跳ね返りを走りこんでいる味方選手でシュートする。

6と7の違いは、相手キーパーがセンタリングボールに対して追う／追わないの差がある。

基本的に5試合目以降で通用するのは5以降。8はアップライト筐体では3試合目まで可。8でキャッチさせて5で得点するコンボもある。

FINALをドリブルだけで持ち込むパターンは二種類あるが、追いつかれないのは勿論どんな方向でも高速で切り返して廻せるくらいのスキルが必要

## その他
- CPU戦の勝敗

相手より勝ち越して時間終了になれば次の試合に進む。負け越しや同点の場合はゲームオーバー。FINALを勝ち越して終われば優勝でエンディングを迎える。
対戦相手は、スコットランド（紺/白）→イングランド（白/白）→ブラジル（黄/青）→イタリア（青/白）→フランス（白/青）→ウルグアイ（水色/黒）→西ドイツ（白/黒）と設定されており、概ね代表チームのユニフォームの色が反映されていた。
- キックオフ

次の試合のキックオフを行うチームは前の試合で、最後にボールを触っていた側となる。対人戦は必ず1Pのキックオフで始まる。時間切れの後にコンティニューをした場合、試合は仕切り直されて2Pのキックオフから始まる。以下継続ごとに交互となる。
- デモ画面

相手側は最後の試合相手のユニフォームになる。電源投入後や2P対戦後は2Pとなる。但し1試合目でもFINALでも動きは同じである。

## 対人対戦のゴール戦術
- ゴールのサイド方向からは短い距離のセンタリングが有効である。
- ゴールの正面からは斜め方向のシュートが比較的防ぎにくい。
- それらを踏まえて、心理の逆を突いて狭い方向に打つ事も有効である。
- わざと違う方向に空振りしながらボタンを押し、ドリブルで移動していた方向へトラックボールの惰性を利用してシュートを放つ技術がある。
- センタリング以外にもフォーメーションを利用して短いパスをボレーで1～3回繋げてからシュートを打つ技が数バリエーション存在する。

## 隠し要素
製作者側が明確にユーザー向けの隠し要素として作ったものを紹介する。そうでないものは次項とした。

- バナナシュート

ボレーで蹴ったボールをキーパーが弾いてコーナーキックになった場合、ボールの起動が弧を描くバナナシュートを打つことができる。ゴールを直接決めるには蹴り出す角度が非常にシビアである。条件が成立していても、トラックボールの回転を弱くして所謂ショートコーナーで蹴り出した場合はバナナシュートにならない。条件を全て満たしていてもバナナシュートにならない場合も稀にある。軽目に蹴り出しても転がらない速さなら強く蹴り出すように補正が付けられるため自動的にボールは高くなり、選手はトラップできない。テーカンがゲーム発売時にユーザー向けに配布した小冊子には成立条件は秘密とされていた。

- 隠し曲

ネーム入れのときに2曲用意されている。一つは「MICH」、もう一つの曲は「TOMI」または「TSUK」と入力するとネーム入れのBGMがそれぞれ変化する。4文字目は画面に表示されないが、選択入力をすることはできる。

## 小ネタ・裏技
- 自陣前ではキーパーしか操作できないと思われがちだが、味方選手の付近を通るボールはボレーによるクリアが可能である。
- 胸トラップ中はしばらく操作不能のため、動き出す前に直近のマークの選手を使い小さく回り込ませてボールを奪う事が出来る。
- コーナーキックやゴールキックはトラックボールを軽く廻して行うと、大きく蹴り出さずにトラップの隙がない確実なパスが出せる。
- 背中側から追いかけても背中でガードされてボールを奪う事はできないが、蹴るモーション中なら真後ろからでも奪える。
- ボタンを長押ししてシュートを放った場合も廻した速さで微妙に高さが変わる。飛距離にもよるが速く廻した方が高く浮き上がり、ロングシュートであればゴールの判定も僅か数dot単位で広くなる。
- バナナシュート条件成立時に真下に蹴り出すと下に移動したボールは真上に反転するほぼ一直線の軌道となり、上まで突き抜けてゴールキックになる。
- 敵味方ともバナナシュートを選手のヘディングかオーバーヘッドで届く場所ならカットできる。
- CPUがバナナシュート条件を満たすと通常通り真横に近い方向に蹴り出してミスキックとなる。
- CPU戦で敵陣ペナルティエリアのキーパー移動可能範囲内にドリブルで踏み込んですぐ外に出るとキーパーが追いかけて可動範囲の外まで飛び出して追いかけてくる。追いかけさせてドリブルで回り込んで得点する事がFINALでも可能である。パスするかペナルティエリアから出ると元の位置に戻る。
- ゴール前でシュートが防御側の選手に当たった際にすぐ近くにキーパーがいるとキーパーもその球に当たって俯せに倒れる事がある。（デモプレイでも見られる）
- CPU戦で敵キーパーが倒れこんでボールをキャッチした際に立ち上がるまでに移動可能プレーヤーを相手キーパーの真上のゴール内に移動させておくと、そのプレーヤーが自陣方向に戻ろうとしてるときに、キーパーが蹴り出したボールを打ち返して得点できる事がある。
- CPUがドリブル中にボールを置き去りにしてドリブルの挙動を続行し、画面はその選手を中心にスクロールしてボールが画面外に出てしまいボールが画面にない状態で時間だけが過ぎてしまう事がある。ボールが画面外に出る前に拾えれば回避できる。
- トラックボールの内部部品が壊れかけのとき早い速度で廻すとドリブル中の選手や蹴ったボールが意図しない位置に瞬時に飛ぶ事がある。ドリブル中に一瞬でゴールや自殺点も起こってしまう。
- キーパーが強いシュートを倒れこんで弾いた際に直近に防御側の選手がいるとその選手が3D的な真上方向にボールを弾く事がある。滞空時間は長め。
- スローインまたはコーナーキックのときキーパーが勝手にコーナー方向へペナルティエリアの外まで走り出してしまう事がある。すぐに気付いたのか戻っていくが、エリア外に居るときにボールを渡してもキャッチしてしまう。（ハンドは取られない）
- トラックボールの廻し方によっては蹴るボールにバナナシュートの急角度までいかないにしても、緩いカーブのような軌道をつけて蹴り出すことができる。
- 自殺点の場合、失点した側の選手全員が頭を抱えるポーズのグラフィックになる。
- ボールを相手から奪った直後に味方選手に対してスライディングを行ってしまい、転ばせてしまう事がある。
- ゴール前のスライディングによって自殺点になる場合がある。ルーズボールによりボールを持ったキーパーに対してスライディングを行う状況があるが、キャッチした後なら球がこぼれる事はない。
- テーブル筐体の場合、相手キーパーの画面外からボールをゴールに向かって浮かせて打つとその軌道延長上にキーパーが自動的に配置され、移動操作不能となる。キーパーとボール軌道の間にボールのコースを変えられる味方選手を挟むような打ち方をすると一方的にシュートを決める事ができる。（パターン化可能）
- アップライト筐体の場合、キーパーはシュートの軌道に関係なく動かないので、それを逆手に取って画面外からシュートを直接入れる打ち方がある。
- 画面外からクロスバーにわざと当てて跳ね返ったボールを直接ボレーによってシュートを決める打ち方がある。（対戦CPUともにパターン化可能）
- 上記のときキーパーの頭上から直接ゴールしてしまう事がある。（加減調整が極めて難しくパターン化はほぼ無理）
- これらのキーパーを意図的に動けなくするシュートは精度を高める事によって一度放たれてしまったら最後、防ぐ事はできずにゴールが決まってしまう。しかしそれらのシュートそのものを打たせない防御技術によってほぼ100%防ぐ事もできる。
- ボールの持ち位置により本人とキーパー以外の全選手をタッチラインを超えて観客席方向に向かってまるで地団駄を踏むように走らせられる場所がある。
- 対人戦においてキーパーに対し横方向からドリブルして正面方向には密着してシュート放つとキーパーがゴール方向に吹き飛ばされるように倒れ、キーパーをまっすぐに貫通するようなボールの軌道でゴールする打ち方がある。
- シュートの角度とキーパーの立ち位置によってはシュートを倒れ込んでキャッチしたときに、その姿勢でボールがゴールラインを超えてゴールが成立する方法が存在する。対人戦のときその後キーパーが立ち上がってボールをまっすぐ特大強度で蹴り出すという自動処理が入る。
- 相手ゴールにドリブルで直接持ち込む際に、ボールがポストに当たってしまうとボールだけが跳ね返る。
- シュートをクロスバーに当てたときに加減と角度によりバーに引っかかるような状態になって落ちてこないバグがある。大概数秒間空中で静止した後に真下に落ちてくるが、打ち方によっては時間切れまで粘れる程に状態が継続される[10]。
- 特定角度のゴロのボールは何故かキーパーが弾いてしまう。これを利用してほぼ防げないシュートの打ち方[11]。がある。

## 移植
※テクモカップのタイトルで以下の機種に移植されている。
- PlayStation 2版
  - テクモヒットパレードに収録。
- Xbox版
  - テクモクラシックアーケードに収録。
- iモード、Yahoo!ケータイ版